# Feskiyet El Bey
Feskiyet El Bey (arabe : فسقية الباي) est l'un des bassins médiévaux de la médina de Sfax.

## Histoire
Selon Mahmoud Megdiche, Hussein Ier Bey demande en 1772 au caïd de Sfax, Baccar Jellouli, de construire deux bassins dans le jardin public de la médina (actuelle Toutta). Les travaux de forage commencent au mois de décembre de la même année et s'achèvent en juillet 1774. 
Le but de ces bassins était la collecte de l'eau des vallées de Sfax. Comme plusieurs autres ouvrages du même genre dans la ville, celle-ci est aussi constituée d'un petit bassin où se fait la filtration des eaux et un plus grand bassin pour l'ultime collecte.
Jusqu'à l'indépendance du pays, Feskiyet El Bey bénéficie de ses propres habous pour financer les dépenses de son entretien, comme un fondouk au faubourg sud de la médina.

## Architecture
Ce monument est l'œuvre des architectes Said El Kotti et Taher El Menif. Ses deux bassins sont connectés à des puits. Le plus petit mesure 125 mètres de longueur, 31 mètres de largeur et 3,75 mètres de profondeur. Le grand bassin mesure 125 mètres de longueur, 99 mètres de largeur et sept mètres de profondeur. Sa capacité de stockage totale est aux alentours de 47 000 m3.